# مینی جان کوپر ورکز دبلیوآرسی

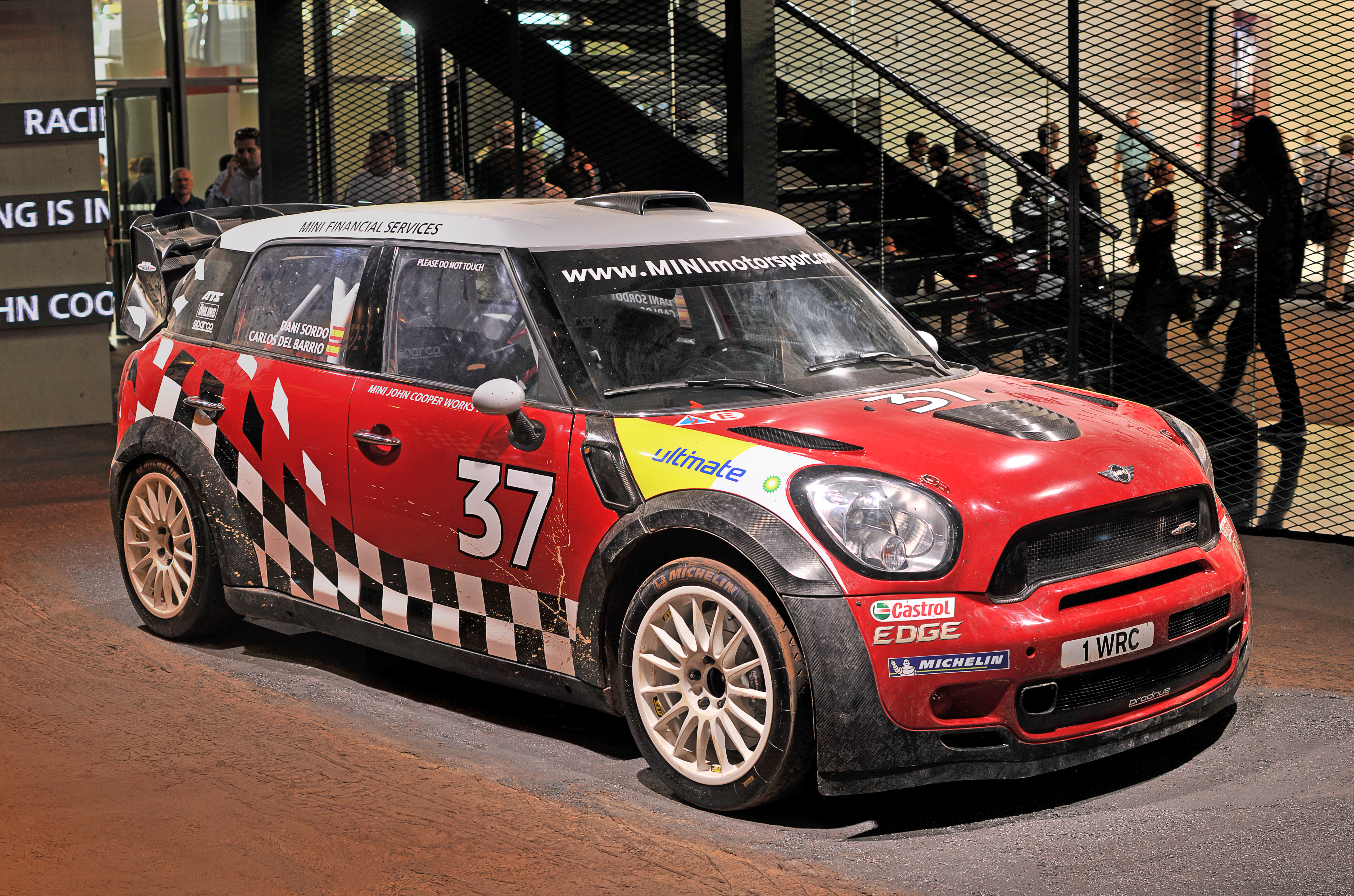

مینی جان کوپر ورکز دبلیوآرسی (Mini John Cooper Works WRC) خودرویی است که در سال‌های ۲۰۱۱ در بنبوری و بریتانیا تولید شده‌است. طراحی آن خودرو چهار چرخ محرک بوده است.
موتور آن ۱۶۰۰ سی‌سی است.

## نگارخانه

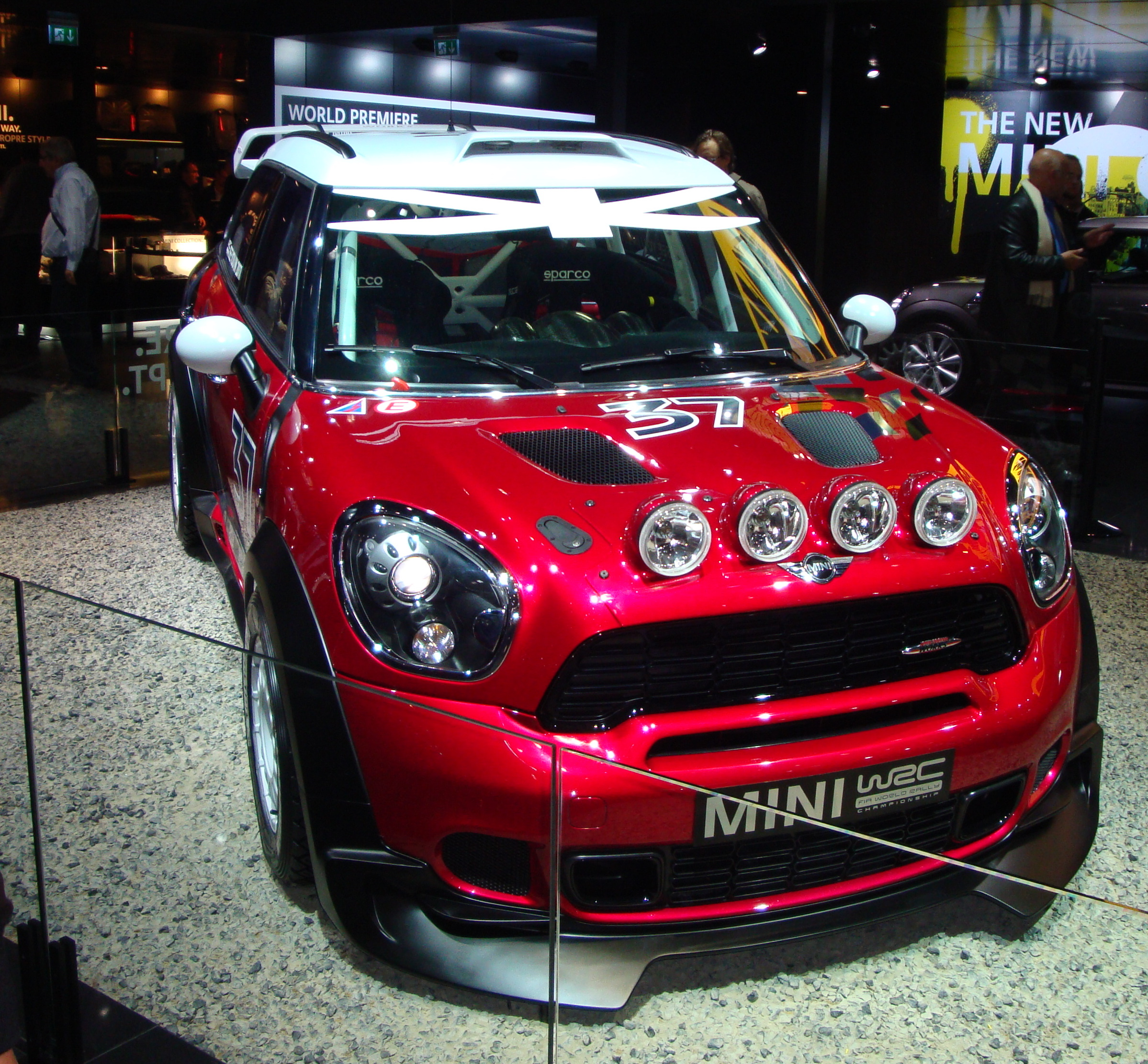
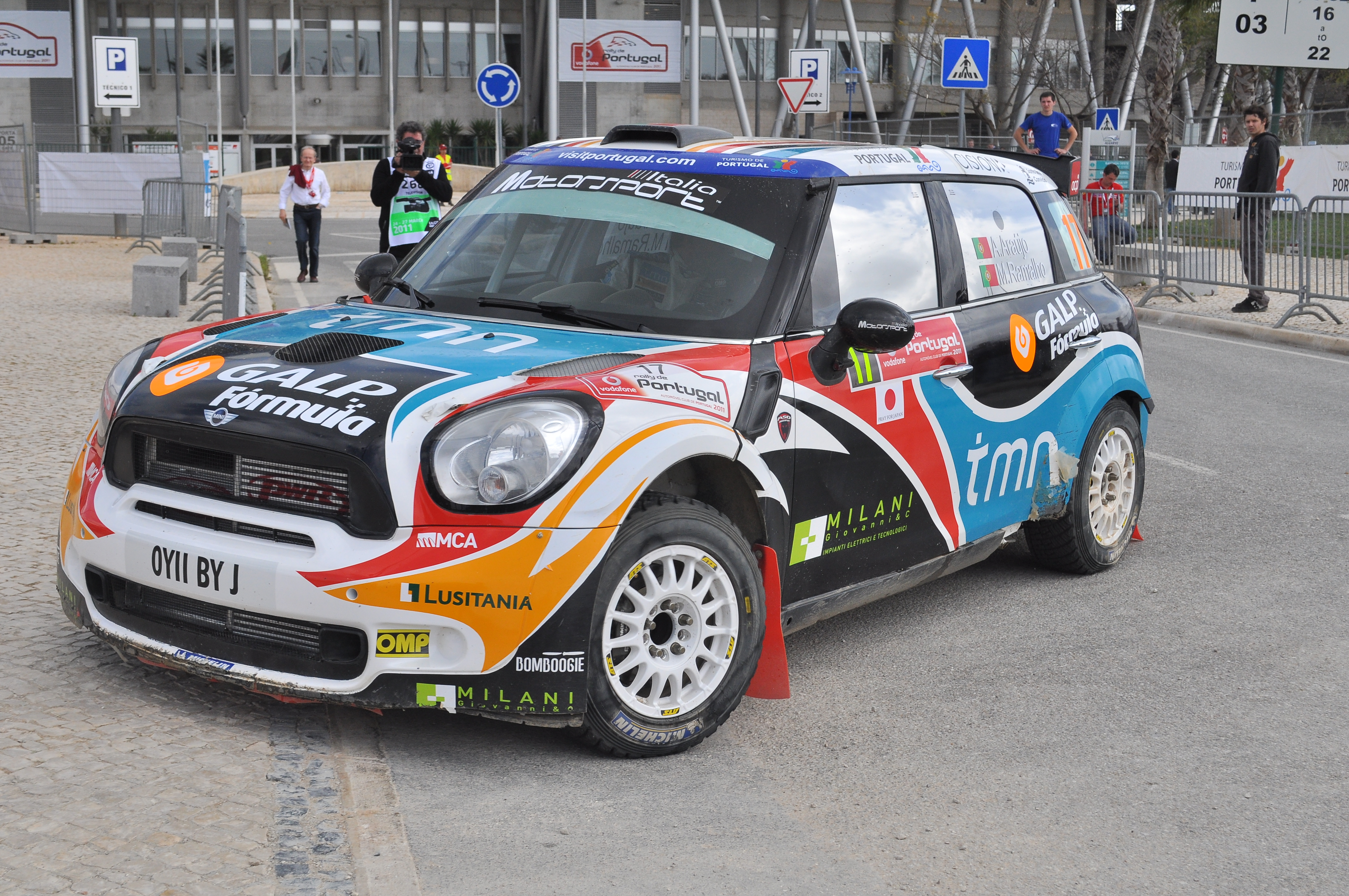
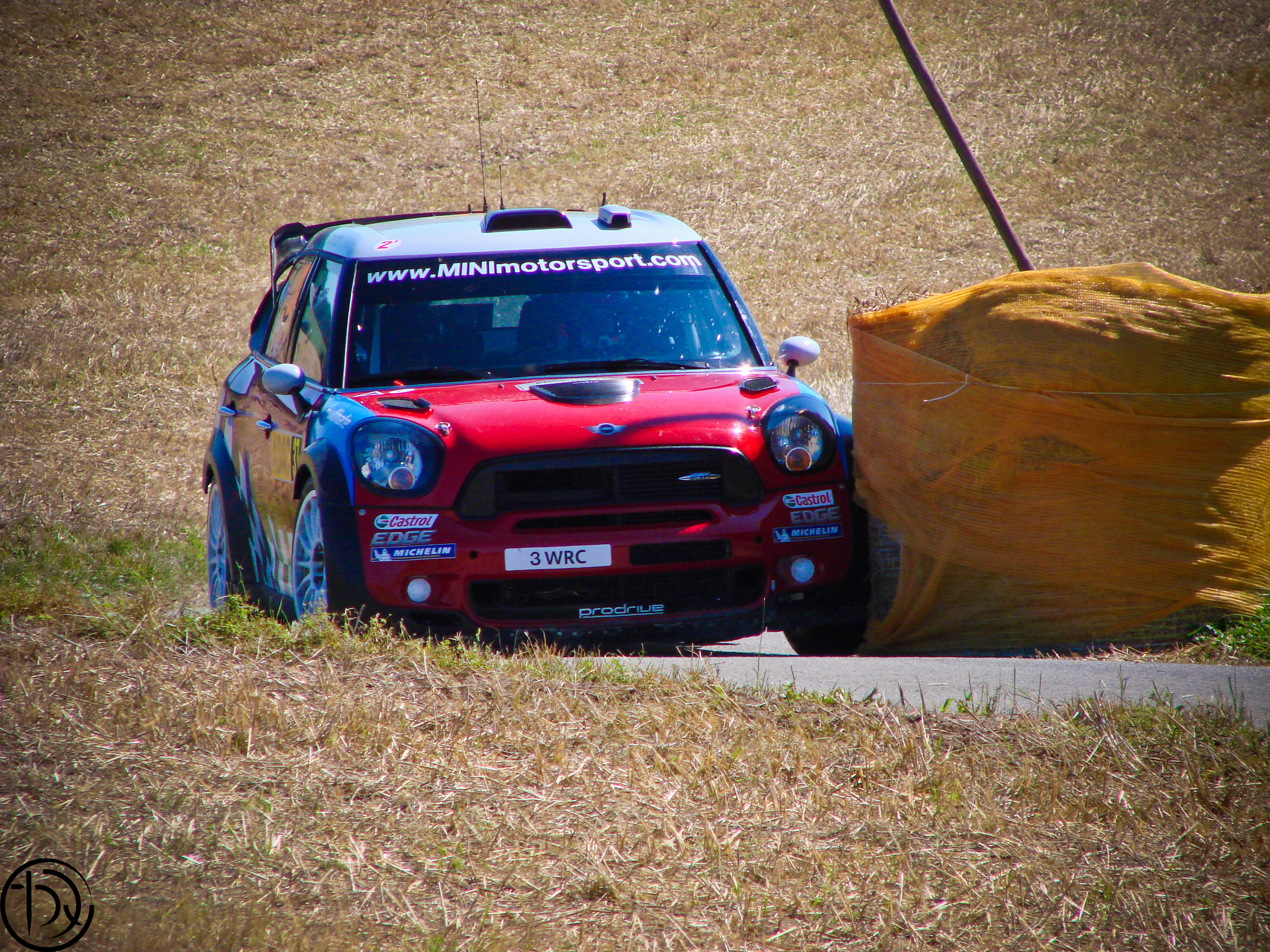